# یواس‌سی‌جی‌سی بیر (دبلیوام‌ئی‌سی-۹۰۱)
یواس‌سی‌جی‌سی بیر (دبلیوام‌ئی‌سی-۹۰۱) (به انگلیسی: USCGC Bear (WMEC-901)) یک کشتی بود که طول آن ۲۷۰ فوت (۸۲ متر) بود. این کشتی در سال ۱۹۸۰ ساخته شد.